# PS1-12sk
PS1-12sk – nietypowa supernowa odkryta w ramach programu Pan-STARRS, położona około 780 milionów lat świetlnych od Ziemi. Jest to zaledwie szósta odkryta supernowa typu Ib.

## Odkrycie
Supernowa została odkryta w ramach programu Pan-STARRS. Wszystkie wcześniej odkryte supernowe Ib wybuchały w galaktykach spiralnych, w których wciąż powstają nowe gwiazdy. PS1-12sk została zauważona w starej galaktyce eliptycznej, w której nie zauważono procesu formowania nowych gwiazd. Dokładny proces w jakim powstają supernowe typu Ib nie jest znany. Podejrzewa się, że odpowiedzialne są za nie eksplozje bardzo masywnych gwiazd, a takie gwiazdy mogą istnieć tylko w młodych galaktykach, ponieważ wszystkie duże gwiazdy kończą swój żywot bardzo szybko.
PS1-12sk jest pierwszą supernową Ib odkrytą w galaktyce eliptycznej, sama galaktyka odległa jest o około 780 milionów lat świetlnych od Ziemi.
Odkrycie supernowej w tak starej galaktyce sugeruje, że może się tam znajdować ukryty, nieznany wcześniej region formowania się gwiazd (starbust region), gdzie wciąż rodzą się masywne gwiazdy lub też, że supernowa wybuchła po kolizji dwóch białych karłów, z których jeden miał dużą zawartość helu. Według naukowców, którzy odkryli supernową oba wytłumaczenia są mało prawdopodobne i dokładna natura tego wybuchu pozostaje zagadką.